# Clay megye (Illinois)
Clay megye az Amerikai Egyesült Államokban, azon belül Illinois államban található. Megyeszékhelye Louisville, legnagyobb városa Flora. Lakosainak száma 13 288 fő (2020. április 1.). Clay megye Effingham, Wayne, Fayette, Marion, Jasper és Richland megyékkel határos.

## Népesség
A megye népességének változása:
| Lakosok száma | 13 825 | 13 757 | 13 746 | 13 566 | 13 428 | 13 288 |
|               | 2010   | 2011   | 2012   | 2013   | 2015   | 2020   |